# Gøgleri
Gøgleri er en dansk kortfilm fra 1923 instrueret af Axel Petersen og Arnold Poulsen.

## Medvirkende
- Frederik Jensen